# Malden (Missouri)
Malden is een plaats (city) in de Amerikaanse staat Missouri, en valt bestuurlijk gezien onder Dunklin County.

## Demografie
Bij de volkstelling in 2000 werd het aantal inwoners vastgesteld op 4782.
In 2009 is het aantal inwoners door het United States Census Bureau geschat op 4413, een daling van 7,7%.

## Geografie
Volgens het United States Census Bureau beslaat de plaats een oppervlakte van
16,1 km², geheel bestaande uit land. Malden ligt op ongeveer 86 m boven zeeniveau.

## Plaatsen in de nabije omgeving
De onderstaande figuur toont nabijgelegen plaatsen in een straal van 16 km rond Malden.